# Oktakosanol
Oktakosanol (oktakosan-1-ol) je nasycený mastný alkohol s 28 atomy uhlíku. Vyskytuje se v listech rostlin rodů blahovičník (Eucalyptus), akácie (Acacia), jetel (Trifolium), hrách (Pisum) a mnoha druzích trav, často je hlavní složkou jejich vosků.

## Vlastnosti
Oktakosanol je nerozpustný ve vodě, ale rozpouští se v nižších alkanech a v chloroformu.

### Biologické účinky
Oktakosanol je hlavní složkou polikosanolu.
Oktakosanol byl zkoumán jako látka, která by mohla zmírňovat příznaky Parkinsonovy nemoci. Může také tlumit tvorbu cholesterolu. U myší omezuje stres a vrací spánek ovlivněný stresem do normální podoby.